# 魏纪中
魏纪中（1936年11月12日—），浙江余姚人，曾任国际排球联合会主席、亞洲奧林匹克理事會终身荣誉副主席。

## 简介
1951年，就读于上海市南洋模范中学。1954年，就读于南京大学，专业为法国文学，曾为南大排球队主力。1958年，就职于中国国家体育运动委员会（今中国国家体育总局），担任国际司的科员，并历任副处长，处长，国际司司长。1994年，担任中国国家体育运动委员会专职委员，并兼任主任助理。1997年，出任中体产业集团股份有限公司董事长。2008年出任国际排球联合会主席。2019年12月16日出任新成立的全球电子竞技联合会（Global Esports Federation）副主席。

## 任职
- 1984年至今，先后担任国际排球联合会的理事，副主席，第一副主席
- 1984年至今，担任亚洲排球联合会的主席
- 1986年至1997年，担任中国奥林匹克运动委员会（简称“奥委会”）秘书长
- 1986年至今，担任中国排球协会副主席
- 1986年至今，担任亚洲奥林匹克理事会理事和体育运动委员会会主席
- 2000年至今，担任世界跆拳道联合会的执行委员
- 2004年至今，担任中华全国体育总会的名誉委员
- 2002年至今，担任北京2008年奥林匹克运动会组织委员会（简称北京奥组委）的高级顾问
- 2008年至2012年，担任国际排联主席
- 2019年至今，担任国际电子竞技联合会副主席

## 荣誉

### 外国勋章奖章
- 意大利共和国功绩大军官勋章（義大利語：Ordine al merito della Repubblica Italiana）（意大利，2011年6月2日公布[5]）